# Metaeuchromius changensis
Metaeuchromius changensis är en fjärilsart som beskrevs av Schouten 1997. Metaeuchromius changensis ingår i släktet Metaeuchromius och familjen Crambidae. Inga underarter finns listade i Catalogue of Life.